# Kollmoor
Kollmoor är en kommun i Kreis Steinburg i förbundslandet Schleswig-Holstein i Tyskland.
Kommunen ingår i kommunalförbundet Amt Breitenburg tillsammans med ytterligare tio kommuner.